# 健康応援レシピ1000 DS献立全集
『健康応援レシピ1000 DS献立全集』（けんこうおうえんレシピせん ディーエスこんだてぜんしゅう）は、2006年12月7日に任天堂が販売したゲームソフト。ジャンルは献立決定アシスタント。料理監修はオレンジページ。

## 概要
健康状態や、冷蔵庫の中身をニンテンドーDSに入力すると、ぴったりの献立を決定し、作り方もガイドする。タイトル通り、1000のレシピが収録されている。さらに、ニンテンドーWi-Fiコネクションを使って、家族の携帯電話に写真付きのメールを送り、どんな献立がいいかを聞いたり、食材が足りないときの、お願いメールを送ることができる。
家族の好き嫌いを登録できるので、次回の献立決定に生かせる。

## 主な機能
- 献立の決定
- 買い物メモ
- キッチンタイマー
- 音声による操作
- Wi-Fiによるお願いメール、献立メール送信

## 決定方法
次のどれかを指定して献立を決める。
- ジャンル
- 冷蔵庫の中身
- 食材および栄養素
- キーワード
- 体および心の状態
- 家庭内の好み
- カレンダー
- お気に入り

## その他
- サービス終了までみんなのニンテンドーチャンネルで常時体験版のダウンロードができた。